# ガンガラーの谷

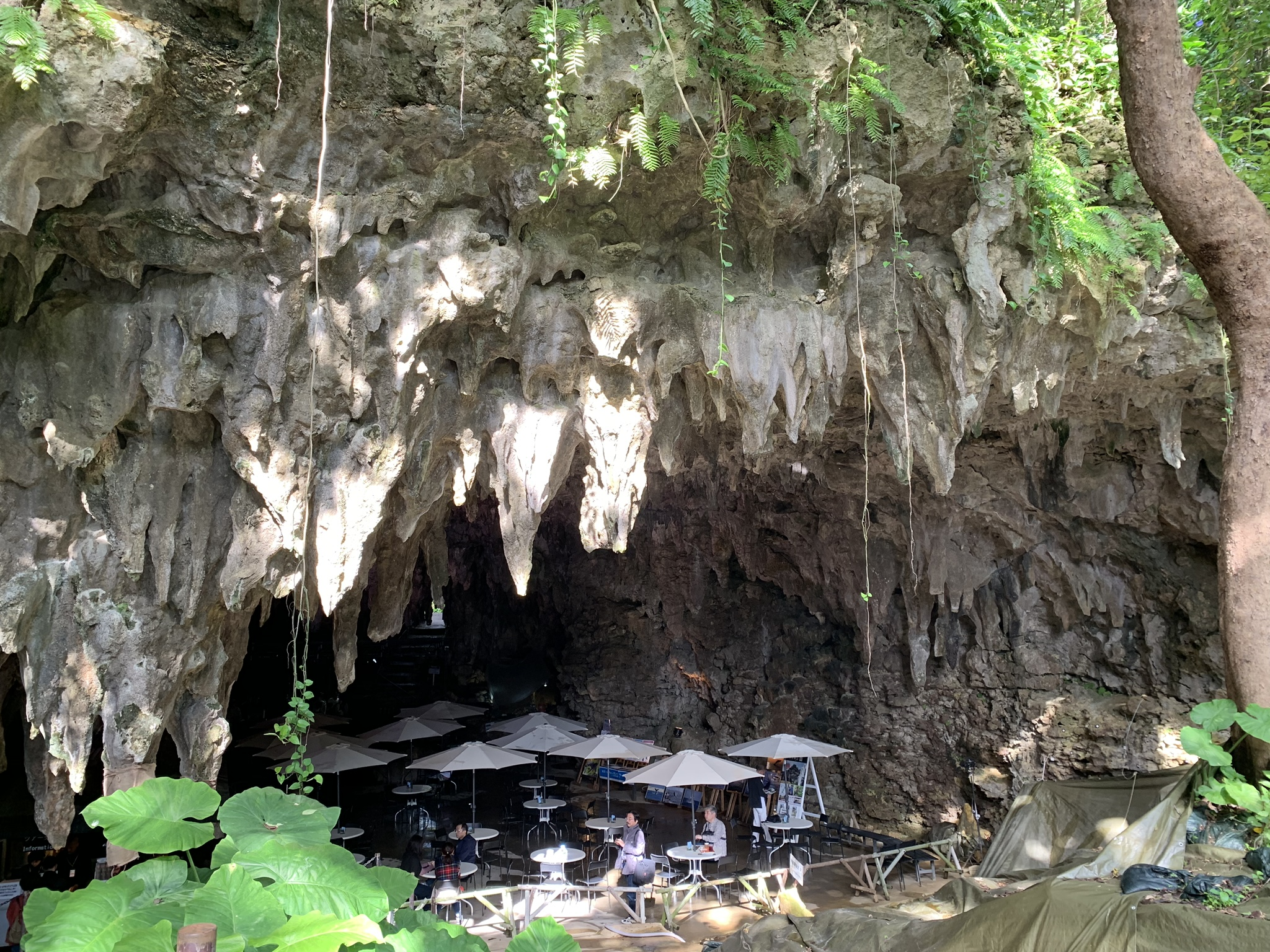
ガンガラーの谷

ガンガラーの谷（ガンガラーのたに）は、沖縄県南城市前川にある、鍾乳洞が崩れてできた谷地形。2008年8月に観光地として公開された。

## 概要
ガンガラーの谷は、数十万年前までは鍾乳洞であったが、現在は崩壊し自然豊かな森となっている。広さは約14,500坪、歩行距離にして約1km、東京ドーム1個分の大きさである。森の中には、鍾乳洞跡にそびえ立つ高さ20mの大主（ウフシュ）ガジュマルや、子宝を願う信仰の場所であるイキガ洞・イナグ洞がある。

## サキタリ洞遺跡
ガンガラーの谷にあるサキタリ洞遺跡では、世界最古となる約2万3千年前の貝製の釣り針や、約8千年前の爪形文土器片、約9千年前の埋葬されたとみられる人骨などが見つかっている。現在も国立科学博物館・東京大学・沖縄の地元研究者で結成されている沖縄更新世遺跡調査団と、沖縄県立博物館・美術館により港川人に関する発掘調査が続けられている。

## 観光地化への流れ
ガンガラーの谷は、沖縄返還直前の1972年4月に、南部に明るい場所を創ろうとの意図の下、観光地として公開されたが、その数年後に谷内を流れる川上流から畜舎排水が流れ込むという汚染問題が起こり、直ちに公開が中止された。その後30年間、河川環境の回復を待ち続け、2008年8月に予約制ガイドツアー専用エリアとして再び公開が始まった。

## 観光
毎日1時間20分のツアーが開催されている（完全予約制）。

### 交通アクセス
- 那覇空港から車で約30分。 沖縄自動車道南風原南インターチェンジで下り約10分。
- 観光施設「おきなわワールド」 入口向かい。

### 周辺の施設
- おきなわワールド
- ハブ博物公園
- 玉泉洞